# Amapá do Maranhão
Amapá del Maranhão es una ciudad y un municipio del estado del Maranhão, Brasil. Se localiza en la Microrregión de Gurupi, mesorregión del Oeste Maranhense. El municipio tiene 6168 habitantes (2007) y 952 km².